# 圣安德烈初级学院
圣安德烈初级学院 （英語：Saint Andrew's Junior College），簡稱，是新加坡一所初级学院，为新加坡的中學毕业生提供两年制新加坡-剑桥普通教育证书高级水准（即A水准）文凭大学预备课程。
该学院是圣安德烈教育集团的附属学府，是新加坡圣公会传教学校之一。

## 学校历史
该学校的前身是圣安德烈中学的大学预科班，1969年从该校分割出去而成立。1978年，学院正式在直落布兰雅校舍开课，在那里18年未搬迁。
在马兰路前校址，院校设有空调大厅。原来的教学室没有空调，一些教室只有3个墙壁，连接着一排房间的共同走廊。后来，教室有空调。由于大厅和教室中的空调在新加坡教育部资助范围以外，所以必须由校友和学院筹集的资金支付。大学校园则在主楼对面有沥青路面和漂白机。校园还安置了复活堂。
2006年，圣安德烈初院迁回波東巴西新镇，成为圣安德烈校区的一部分，毗邻圣安德烈小学和中学。

## 历任校长
| 校长                    | 就职年份    |
| ----------------------- | ----------- |
| Revd. John Tan Teng Wai | 1978 – 1990 |
| Mrs. Belinda Charles    | 1990 – 2001 |
| Mrs. Lim Chye Tin       | 2001 – 2008 |
| Mrs. Lee Bee Yann       | 2008 - 2015 |
| Mr. Mark Lo Khee Tian   | 2016至今    |

## 附属院校
圣安德烈初级学院附属于新加坡的圣安德烈学校。其他附属院校包括：圣公会中学、基督堂中学、国专长老会中学、长老会中学、圣安德烈中学、圣希尔达中学、圣玛格烈中学。

## 学校风气

### 校训
在圣安德鲁的所有学校共享相同的座右铭，“再接再厉”，以及蓝色和白色的校色。

### 校徽
圣安德鲁初级学院的前院徽与其他附属的圣安德烈院校不同。十字架中间有一个红色圆圈的白色字母“SAJC”，而不是其他学校的老虎头和交叉键。1993年校徽统一改为圣安德烈中学的校徽，以体现圣安德烈院校的特征。

### 校歌
歌名：（英文）、詞曲：约翰·奥克森汉姆（John Oxenham）

#### 英文原词
Stanza 1

Lives are in the making here,  Hearts are in the waking here,
Mighty undertaking here,  Up and On! Up and On!
We are arming for the fight,  Pressing on with all our might,
Pluming wings for higher flight,  Up and On!
Chorus

Up Saints! Truest fame Lies in high endeavour;
Play the game! Keep the flame burning brightly ever!
Stanza 2

Fair before us lies the way,  Time for work and time for play;
Fill the measure while we may,  Up and On! Up and On!
Life and time will not delay,  Time is running fast away,
Life is now today; today;  Up and On!
(Chorus)
Stanza 3

Foes in plenty we shall meet,  Hearts courageous scorn defeat;
So we press with eager feet,  Up and On! Up and On!
Ever onward to the fight,  Ever upward to the Light,
Ever true to God and Right,  Up and On!
(Chorus)

#### 中文翻譯
第一段

开创人生始于此，复苏心灵源于此，
担当强者起于此，天天向上！天天向上！
吾等奋起来拼搏，战无不胜斗志坚，
展翅高飞入云霄，天天向上！
合唱

高高在上的圣茨啊，你的勤奋让那传说成为现实；
角逐吧！让明亮的火焰永远燃烧下去！
第二段

上天之路皆平等，工作玩乐须有度；
每分每刻要珍惜，天天向上！
生命可短莫耽搁，时光飞逝不停留，
人生一切在今朝，在今朝，天天向上！
(合唱)
第三段

敌人疯狂扑面来，无惧挫败勇存心;
吾等快步冲在前，天天向上！天天向上！
为了前方而奋斗，为了光明而前进，
忠于上帝和真理，天天向上！

## 著名校友
- 迈克·柏默：前新加坡国会（榜鹅东（英语：Punggol East Single Member Constituency））议员和前国会发言人。
- 马凯硕：前联合国安理会主席，现任李光耀公共政策学院院长。
- 孙燕姿：新加坡歌手。
- 林俊杰：新加坡歌手。
- 洪俊扬：新加坡歌手。
- Prof Freddy Boey - Provost, Nanyang Technological University
- Zuraidah Abdullah - Commander, Airport Police Division